# Paralethe indosa
Paralethe indosa är en fjärilsart som beskrevs av Henry Trimen 1808. Paralethe indosa ingår i släktet Paralethe och familjen praktfjärilar. Inga underarter finns listade i Catalogue of Life.